# Marasmiaceae
Marasmiaceae is een botanische naam van een familie van schimmels. 
Enkele soorten zijn:
- aardappelklokje (Calyptella gibbosa)
- adonismycena (Atheniella adonis)
- beukentaailing (Marasmius wynneae)
- breedplaatstreephoed (Megacollybia platyphylla)
- bundelcollybia (Gymnopus confluens)
- grote knoflooktaailing (Marasmius alliaceus)
- koolstinktaailing (Micromphale brassicolens)
- muizenstaartzwam (Baeospora myosura)
- roestvlekkenzwam (Rhodocollybia maculata)
- scherpe collybia (Gymnopus peronatus)
- shiitake (Lentinula edodes)
- spoelvoetcollybia (Gymnopus fusipes)
- weidekringzwam (Marasmius oreades)

## Geslachten
Volgens Index Fungorum bevat de familie de volgende 38 geslachten (peildatum december 2021):
- Amyloflagellula
- Anastrophella
- Aphyllotus
- Brunneocorticium
- Calathella
- Campanella
- Cephaloscypha
- Chaetocalathus
- Collybiopsis
- Crinipellis
- Cymatella
- Cymatellopsis
- Deigloria
- Epicnaphus
- Fissolimbus
- Gerronema
- Glabrocyphella
- Hispidocalyptella
- Hymenogloea
- Lactocollybia
- Lecanocybe
- Manuripia
- Marasmius
- Metulocyphella
- Moniliophthora
- Neocampanella
- Nochascypha
- Nothopanus
- Phaeodepas
- Pleurocybella
- Pseudotyphula
- Rectipilus
- Setulipes
- Skepperiella
- Stipitocyphella
- Stromatocyphella
- Tetrapyrgos